# 青年近衛軍城
奧塔馬尼夫卡（羅馬化：Otamanivka），俄佔領當局稱青年近衛軍城（羅馬化：Molodogvardeysk），法理上是乌克兰東部盧甘斯克州卢甘斯克区青年近卫军市镇的城市及行政中心，事实上由俄羅斯軍事佔領，俄方區劃將此地劃歸卢甘斯克人民共和国克拉斯诺顿市议会管理。該市始建於1954年，面積2.88平方公里，海拔高度221米，2022年人口数量为22,449人。

## 城市名称
该市于1954年建立，随后被命名为“青年近卫军城”，以纪念二战期间反抗纳粹德国的地下组织“青年近卫军”。
2014年起由卢甘斯克人民共和国实际控制，2015年市中心的“卫国战争胜利70周年”纪念公园重建完成。
2024年9月19日，乌克兰最高拉达将此市改名为奥塔马尼夫卡（羅馬化：Otamanivka）。